# Општина Амара (Јаломица)
Амара (рум. Amara) општина је у Румунији у округу Јаломица.
Oпштина се налази на надморској висини од 28 m.